# Цепу-де-Сус
Цепу-де-Сус (рум. Țepu de Sus) — село у повіті Галац в Румунії. Входить до складу комуни Цепу.
Село розташоване на відстані 199 км на північний схід від Бухареста, 80 км на північний захід від Галаца, 131 км на південь від Ясс, 141 км на схід від Брашова.

## Населення
За даними перепису населення 2002 року у селі проживали 258 осіб, з них 254 особи (98,4%) румунів. Рідною мовою 254 особи (98,4%) назвали румунську.